# Mimus longicaudatus
Mimus longicaudatus là một loài chim trong họ Mimidae.